# 블루 크로스 아레나
블루 크로스 아레나(영어: Blue Cross Arena)는 미국 뉴욕주 로체스터에 위치한 실내 경기장이다. 과거 NBA 로체스터 로열스의 홈경기장으로 사용했으며, 현재 AHL 로체스터 아메리칸스의 홈경기장으로 사용되고 있다.
| NBA 올스타전 개최 경기장 |                             |             |
| 1955년                   | 1956년 로체스터 워 메모리얼 | 1957년      |
| 매디슨 스퀘어 가든       | 1956년 로체스터 워 메모리얼 | 보스턴 가든 |
|                          |                             |             |
|                          |                             |             |

## 같이 보기
- 에드거톤 파크 아레나